# Айдаров, Сайяр Ситдикович
Сайя́р Ситди́кович Айда́ров (тат. Səyər Sitdıyq ulı Aydarov, Сәяр Ситдыйкъ улы Айдаров; 25 июня 1928, Казань — 2 января 2014) — архитектор-реставратор, доктор архитектуры (1990), профессор (1992), член-корреспондент РААСН, действительный член Российской академии архитектурного наследия, заслуженный архитектор РСФСР (1980), заслуженный деятель науки Республики Татарстан, основатель Казанской научной школы реставрации руинизированных памятников средневековой архитектуры Татарстана.

## Биография
Родители — Ситдик Айдаров (1895—1938) и Галия Кайбицкая (1905—1994).
Окончил Московский архитектурный институт (МАРХИ) (1954); в 1954—1961 — научный руководитель и архитектор Казанской специальной научно-реставрационной производственной мастерской.
С 1961 в КИСИ, а затем в КГАСУ: старший преподаватель, доцент; заведующий кафедрой теории и истории архитектуры; заведующий кафедрой национальных проблем архитектуры.
С 1990 г. академик Международной академии архитектуры стран Востока, Международной академии информатизации, член-корреспондент Российской академии архитектуры и строительных наук.
Им разработана концепция отражения национально-регионального своеобразия в современной архитектуре Татарстана и использования традиций местного наследия.
В 1971—1987 гг. — председатель Союза архитекторов Татарской АССР.
Награждён почетной грамотой Президиума Верховного Совета Татарской АССР, медалью «1000-летие Казани». Автор 150 научных статей, 3 монографий, 30 проектов.

## Семья
Жена — Люция Хусаиновна (р. 1928, биолог). Два сына — Равиль (р. 1950, архитектор) и Ильяс (р. 1956, художник).